# Qualifications aux épreuves de boxe aux Jeux olympiques d'été de 2020
Pour des articles plus généraux, voir Jeux olympiques d'été de 2020 et Boxe aux Jeux olympiques.
Cet article décrit la phase de qualification pour les épreuves de boxe aux Jeux olympiques d'été de 2020.

## Épreuves de qualification
| Compétition                                 | Date                          | Lieu                                             |
| ------------------------------------------- | ----------------------------- | ------------------------------------------------ |
| Tournoi de qualification africain           | 20-29 février 2020            | Diamniadio, Sénégal                              |
| Tournoi de qualification asiatique-océanien | 3-11 mars 2020                | Amman, Jordanie                                  |
| Tournoi de qualification européen           | 14-16 mars 2020 4-8 juin 2021 | Londres, Royaume-Uni Villebon-sur-Yvette, France |
| Tournoi de qualification panaméricain       | Annulé                        | Buenos Aires, Argentine                          |

### Épreuves masculines

#### Poids mouches (moins de52kg)
| Évènement                                   | Places | Nations qualifiés |
| ------------------------------------------- | ------ | --- |
| Pays hôte                                   | 1      | Ryomei Tanaka (JPN) |
| Tournoi de qualification africain           | 3      | Mohamed Flissi (ALG) Patrick Chinyemba (ZAM) Sulemanu Tetteh (GHA) |
| Tournoi de qualification américain          | 5      | Yosvany Veitía (CUB) Yuberjén Martínez (COL) Yankiel Rivera (PUR) Rodrigo Marte (DOM) Ramón Quiroga (ARG)                                                                       |
| Tournoi de qualification asiatique-océanien | 6      | Hu Jianguan (CHN) Thitisan Panmot (THA) Amit Panghal (IND) Shakhobidin Zoirov (UZB) Alex Winwood (AUS) Saken Bibossinov (KAZ)                                                   |
| Tournoi de qualification européen           | 8      | Billal Bennama (FRA) Sakhil Alakhverdovi (GEO) Brendan Irvine (IRL) Gabriel Escobar (ESP) Galal Yafai (GBR) Koryun Soghomonyan (ARM) Cosmin Girleanu (ROU) Batuhan Çiftçi (TUR) |
| Classement mondial                          | 4      | Carlo Paalam (PHI) Rajab Otukile Mahommed (BOT) Yoel Finol (VEN) Daniel Asenov (BUL)                                                                                            |
| Commission tripartite                       | 1      | |
| Total                                       | 28     | |

#### Poids coqs (moins de57kg)
| Évènement                                   | Places | Nations qualifiés |
| ------------------------------------------- | ------ | --- |
| Pays hôte                                   | 0      | — |
| Tournoi de qualification africain           | 3      | Everisto Mulenga (ZAM) Nick Okoth (KEN) Samuel Takyi (GHA) |
| Tournoi de qualification américain          | 5      | Lázaro Álvarez (CUB) Alexis de la Cruz (DOM) Jean Caicedo (ECU) Ceiber Ávila (COL) Mirko Cuello (ARG)                                                                     |
| Tournoi de qualification asiatique-océanien | 6      | Mirazizbek Mirzahalilov (UZB) Mohammad Al-Wadi (JOR) Serik Temirzhanov (KAZ) Nguyễn Văn Dương (VIE) Danial Shahbakhsh (IRI) Chatchai Butdee (THA)                         |
| Tournoi de qualification européen           | 8      | Peter McGrail (GBR) Roland Gálos (HUN) Samuel Kistohurry (FRA) Tayfur Aliyev (AZE) Mykola Butsenko (UKR) José Quiles (ESP) Albert Batyrgaziev (ROC) Hamsat Shadalov (GER) |
| Classement mondial                          | 5      | Erdenebatyn Tsendbaatar (MGL) Mohamed Hamout (MAR) Duke Ragan (USA) |
| Commission tripartite                       | 1      | |
| Total                                       | 28     | |

#### Poids légers (moins de63kg)
| Évènement                                   | Places | Nations qualifiés |
| ------------------------------------------- | ------ | --- |
| Pays hôte                                   | 1      | Daisuke Narimatsu (JPN) |
| Tournoi de qualification africain           | 3      | Jonas Jonas (NAM) Richarno Colin (MRI) Abdelhaq Nadir (MAR) |
| Tournoi de qualification américain          | 5      | Andy Cruz Gómez (CUB) Leonel de los Santos (DOM) Wanderson Oliveira (BRA) Leodan Pezo (PER) Alston Ryan (ANT)                                                              |
| Tournoi de qualification asiatique-océanien | 6      | Elnur Abduraimov (UZB) Zakir Safiullin (KAZ) Baatarsükhiin Chinzorig (MGL) Obada Al-Kasbeh (JOR) Manish Kaushik (IND) Bakhodur Usmonov (TJK)                               |
| Tournoi de qualification européen           | 8      | Luke McCormack (GBR) Gabil Mamedov (ROC) Damian Durkacz (POL) Enrico Lacruz (NED) Dzmitry Asanau (BLR) Javid Chalabiyev (AZE) Sofiane Oumiha (FRA) Yaroslav Khartsyz (UKR) |
| Classement mondial                          | 4      | Harrison Garside (AUS) Fiston Mbaya Mulumba (RDC) Keyshawn Davis (USA) |
| Commission tripartite                       | 1      | |
| Invitation                                  | 1      | Wessam Salamana (ROT) |
| Total                                       | 28     | |

#### Poids welters (moins de69kg)
| Évènement                                   | Places | Nations qualifiés |
| ------------------------------------------- | ------ | --- |
| Tournoi de qualification africain           | 3      | Stephen Zimba (ZAM) Albert Mengue (CMR) Shadiri Bwogi (UGA)                                                                           |
| Tournoi de qualification américain          | 4      | Roniel Iglesias (CUB) Rohan Polanco (DOM) Delante Johnson (USA) Gabriel Maestre (VEN)                                                 |
| Tournoi de qualification asiatique-océanien | 5      | Zeyad Ishaish (JOR) Vikas Krishan Yadav (IND) Bobo-Usmon Baturov (UZB) Ablaikhan Zhussupov (KAZ) Sewon Okazawa (JPN)                  |
| Tournoi de qualification européen           | 6      | Pat McCormack (GBR) Aidan Walsh (IRL) Lorenzo Sotomayor (AZE) Andrey Zamkovoy (ROC) Eskerkhan Madiev (GEO) Aliaksandr Radzionau (BLR) |
| Classement mondial                          | 5      | Merven Clair (MRI) Marion Faustino Ah Tong (SAM) Wahid Hambli (FRA)                                                                   |
| Commission tripartite                       | 1      | |
| Total                                       | 24     | |

#### Poids moyens (moins de75kg)
| Évènement                                   | Places | Nations qualifiés |
| ------------------------------------------- | ------ | --- |
| Pays hôte                                   | 1      | Yuito Moriwaki (JPN) |
| Tournoi de qualification africain           | 3      | Younes Nemouchi (ALG) David Tshama (RDC) Wilfried Seyi (CMR)                                                                           |
| Tournoi de qualification américain          | 4      | Hebert Conceição (BRA) Euri Cedeño (DOM) Francisco Verón (ARG) Aaron Prince (TTO)                                                      |
| Tournoi de qualification asiatique-océanien | 5      | Eumir Marcial (PHI) Abilkhan Amankul (KAZ) Ashish Kumar (IND) Tuohetaerbieke Tanglatihan (CHN) Shahin Mousavi (IRI)                    |
| Tournoi de qualification européen           | 6      | Gleb Bakshi (ROC) Andrej Csemez (SVK) Arman Darchinyan (ARM) Oleksandr Khyzhniak (UKR) Vitali Bandarenka (BLR) Giorgi Kharabadze (GEO) |
| Classement mondial                          | 4      | Kavuma David Ssemujju (KEN) Fanat Kakhramonov (UZB)                                                                                    |
| Commission tripartite                       | 1      | |
| Invitation                                  | 1      | Eldric Sella Rodriguez (ROT) |
| Total                                       | 24     | |

#### Poids mi-lourds (moins de81kg)
| Évènement                                   | Places | Nations qualifiés |
| ------------------------------------------- | ------ | --- |
| Pays hôte                                   | 0      | — |
| Tournoi de qualification africain           | 3      | Abdelrahman Oraby (EGY) Mohammed Houmri (ALG) Mohamed Assaghir (MAR)                                                              |
| Tournoi de qualification américain          | 4      | Arlen López (CUB) Keno Machado (BRA) Nalek Korbaj (VEN) Jorge Vivas (COL)                                                         |
| Tournoi de qualification asiatique-océanien | 5      | Bekzad Nurdauletov (KAZ) Paulo Aokuso (AUS) Odai Al-Hindawi (JOR) Chen Daxiang (CHN) Shabbos Negmatulloev (TJK)                   |
| Tournoi de qualification européen           | 6      | Benjamin Whittaker (GBR) Gazimagomed Jalidov (ESP) Luka Plantić (CRO) Loren Alfonso (AZE) Emmett Brennan (IRL) Imam Khataev (ROC) |
| Classement mondial                          | 4      | Shakul Samed (GHA) Dilshodbek Ruzmetov (UZB) Rogelio Romero (MEX)                                                                 |
| Total                                       | 22     | |

#### Poids lourds (moins de91kg)
| Évènement                                   | Places | Nations qualifiés                                                                              |
| ------------------------------------------- | ------ | ---------------------------------------------------------------------------------------------- |
| Tournoi de qualification africain           | 2      | Abdelhafid Benchabla (ALG) Youness Baalla (MAR)                                                |
| Tournoi de qualification américain          | 3      | Julio Castillo (ECU) Julio César de la Cruz (CUB) Abner Teixeira (BRA)                         |
| Tournoi de qualification asiatique-océanien | 4      | Vassiliy Levit (KAZ) David Nyika (NZL) Hussein Iashaish (JOR) Sanjar Tursunov (UZB)            |
| Tournoi de qualification européen           | 4      | Muslim Gadzhimagomedov (ROC) Cheavon Clarke (GBR) Ammar Abduljabbar (GER) Emmanuel Reyes (ESP) |
| Classement mondial                          | 3      | Elly Ajowi Ochola (KEN) Ato Plodzicki-Faoagali (SAM) José Maria Lucar (PER)                    |
| Total                                       | 16     |                                                                                                |

#### Poids super-lourds (plus de91kg)
| Évènement                                   | Places | Nations qualifiés                                                                      |
| ------------------------------------------- | ------ | -------------------------------------------------------------------------------------- |
| Tournoi de qualification africain           | 2      | Maxime Yegnong (CMR) Chouaib Bouloudinat (ALG)                                         |
| Tournoi de qualification américain          | 3      | Dainier Peró (CUB) Richard Torrez (USA) Cristian Salcedo (COL)                         |
| Tournoi de qualification asiatique-océanien | 4      | Bakhodir Jalolov (UZB) Justis Huni (AUS) Satish Kumar (IND) Kamshybek Kunkabayev (KAZ) |
| Tournoi de qualification européen           | 4      | Ivan Veriasov (ROC) Mahammad Abdullayev (AZE) Frazer Clarke (GBR) Mourad Aliev (FRA)   |
| Classement mondial                          | 3      | Danis Latypov (BRN) Yousry Hafez (EGY)                                                 |
| Total                                       | 16     |                                                                                        |

### Épreuves féminines

#### Poids mouches (moins de51kg)
| Évènement                                   | Places | Nations qualifiés |
| ------------------------------------------- | ------ | --- |
| Tournoi de qualification africain           | 3      | Roumaysa Boualam (ALG) Rabab Cheddar (MAR) Christine Ongare (KEN)                                                                        |
| Tournoi de qualification américain          | 4      | Ingrit Valencia (COL) Grazieli de Jesus (BRA) Virginia Fuchs (USA) Irismar Cardozo (VEN)                                                 |
| Tournoi de qualification asiatique-océanien | 6      | Chang Yuan (CHN) Tsukimi Namiki (JPN) Mary Kom (IND) Huang Hsiao-wen (TPE) Irish Magno (PHI) Tursunoy Rakhimova (UZB)                    |
| Tournoi de qualification européen           | 6      | Buse Çakıroğlu (TUR) Charley Davison (GBR) Stoyka Krasteva (BUL) Giordana Sorrentino (ITA) Svetlana Soluianova (ROC) Sandra Drabik (POL) |
| Classement mondial                          | 5      | Pang Chol-mi (PRK) Catherine Nanziri (UGA) Miguelina Hernández (DOM)                                                                     |
| Commission tripartite                       | 1      | |
| Total                                       | 25     | |

#### Poids coqs (moins de57kg)
| Évènement                                   | Places | Nations qualifiés |
| ------------------------------------------- | ------ | --- |
| Tournoi de qualification africain           | 2      | Khouloud Hlimi (TUN) Keamogetse Kenosi (BOT)                                                                                     |
| Tournoi de qualification américain          | 3      | Caroline Veyre (CAN) Yeni Arias (COL) Jucielen Romeu (BRA)                                                                       |
| Tournoi de qualification asiatique-océanien | 4      | Lin Yu-ting (TPE) Sena Irie (JPN) Skye Nicolson (AUS) Im Ae-ji (KOR)                                                             |
| Tournoi de qualification européen           | 6      | Irma Testa (ITA) Stanimira Petrova (BUL) Michaela Walsh (IRL) Maria Nechita (ROU) Nikolina Ćaćić (CRO) Karriss Artingstall (GBR) |
| Classement mondial                          | 4      | Nesthy Petecio (PHI) Marcelat Sakobi Matshu (RDC)                                                                                |
| Commission tripartite                       | 1      | |
| Total                                       | 20     | |

#### Poids légers (moins de60kg)
| Évènement                                   | Places | Nations qualifiés |
| ------------------------------------------- | ------ | --- |
| Pays hôte                                   | 0      | — |
| Tournoi de qualification africain           | 2      | Imane Khelif (ALG) Mariem Homrani Zayani (TUN)                                                                                     |
| Tournoi de qualification américain          | 3      | Beatriz Ferreira (BRA) Rashida Ellis (USA) Esmeralda Falcón (MEX)                                                                  |
| Tournoi de qualification asiatique-océanien | 4      | Oh Yeon-ji (KOR) Simranjit Kaur (IND) Sudaporn Seesondee (THA) Wu Shih-yi (TPE)                                                    |
| Tournoi de qualification européen           | 6      | Caroline Dubois (GBR) Esra Yıldız (TUR) Agnes Alexiusson (SWE) Kellie Harrington (IRL) Rebecca Nicoli (ITA) Maïva Hamadouche (FRA) |
| Classement mondial                          | 4      | Naomie Yumba Therese (RDC) Raykhona Kodirova (UZB) María José Palacios (ECU)                                                       |
| Commission tripartite                       | 1      | |
| Total                                       | 20     | |

#### Poids welters (moins de69kg)
| Évènement                                   | Places | Nations qualifiés                                                                                        |
| ------------------------------------------- | ------ | --- |
| Pays hôte                                   | 0      | — |
| Tournoi de qualification africain           | 2      | Oumaïma Belahbib (MAR) Alcinda Panguana (MOZ)                                                            |
| Tournoi de qualification américain          | 3      | Oshae Jones (USA) Myriam Da Silva (CAN) Maria Moronta (DOM)                                              |
| Tournoi de qualification asiatique-océanien | 4      | Gu Hong (CHN) Chen Nien-chin (TPE) Lovlina Borgohain (IND) Baison Manikon (THA)                          |
| Tournoi de qualification européen           | 5      | Busenaz Sürmeneli (TUR) Angela Carini (ITA) Anna Lysenko (UKR) Nadine Apetz (GER) Saadat Dalgatova (ROC) |
| Classement mondial                          | 4      | Elizabeth Akinyi (RDC) Maftunakhton Melieva (UZB) Shakhnoza Yunusova (UZB) Brianda Cruz (MEX)            |
| Total                                       | 18     | |

#### Poids moyens (moins de75kg)
| Évènement                                   | Places | Nations qualifiés                                                                         |
| ------------------------------------------- | ------ | ----------------------------------------------------------------------------------------- |
| Pays hôte                                   | 0      | —                                                                                         |
| Tournoi de qualification africain           | 2      | Khadija El-Mardi (MAR) Rady Gramane (MOZ)                                                 |
| Tournoi de qualification américain          | 3      | Tammara Thibeault (CAN) Naomi Graham (USA) Atheyna Bylon (DOM)                            |
| Tournoi de qualification asiatique-océanien | 4      | Li Qian (CHN) Caitlin Parker (AUS) Pooja Rani (IND) Nadezhda Ryabets (KAZ)                |
| Tournoi de qualification européen           | 4      | Lauren Price (GBR) Zemfira Magomedalieva (ROC) Aoife O'Rourke (IRL) Nouchka Fontijn (NED) |
| Classement mondial                          | 4      | Ichrak Chaib (ALG) Mönkhbatyn Myagmarjargal (MGL) Erika Pachito (ECU)                     |
| Total                                       | 17     |                                                                                           |